# Cervinia pilosa
Cervinia pilosa är en kräftdjursart som beskrevs av Lang 1948. Cervinia pilosa ingår i släktet Cervinia och familjen Cerviniidae. Arten är reproducerande i Sverige. Inga underarter finns listade i Catalogue of Life.